# Остёрский уезд

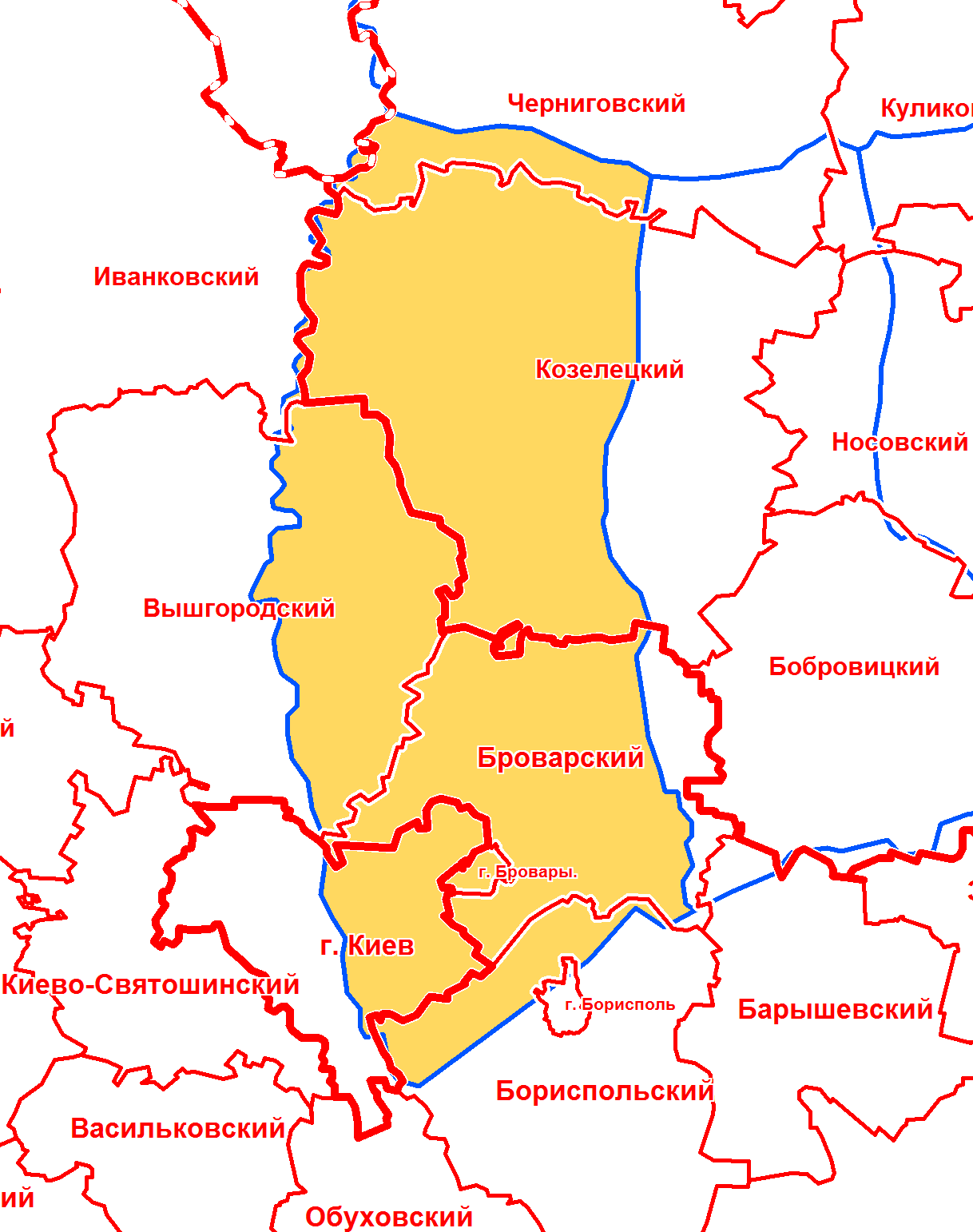
Остёрский уезд в современной сетке районов.

Остёрский уезд — административно-территориальная единица, учреждённая в 1781 году в составе Киевского наместничества (уездный город — Остёр).

## История
Уезд создан в 1781 году в составе Киевского наместничества, в 1797 году ликвидирован, в 1802 году восстановлен в составе Черниговской губернии.

## География
Остёрский yезд располагался в юго-западной части Черниговской губернии. Граничил на севере с Черниговским, на востоке Козелецким уездами Черниговской губернии, на западе по Днепру с Киевской и Минской губерниями и с Полтавской на юге.
Территория уезда занимала всё понизовье реки Десны и побережье Днепра. Наибольшая длина уезда, с севера на юг составляла 117 километров (110 вёрст), а ширина была примерно везде одинакова — 40 километров (вёрст). Площадь уезда составляла 4542,4 км² (3991,4 квадратных вёрст).
Бо́льшая часть территории, на которой располагался уезд, не превышает 130 метров (60 сажень), в то же время в её самой северной части находятся холмы высотой до 170 метров (80 сажень), а по направлению дороги из Броваров на Козелец проходит узкая гряда, высотой 160—170 метров (75—80 сажень).
Территория, на которой располагался уезд, занимала низину, образованную слиянием Десны и Днепра. Промежуточное между реками пространство — песчаная, частично болотистая низина, образованная отступающим на запад руслом Днепра. Десна на этой территории также отступает на запад, но в низовье на север. Поэтому все старицы и болота по Днепру лежат здесь на его восточном берегу, а Десна свои старицы в низовье бросает к югу, идя на север. Уровни Днепра в конце XIX века были самые низкие на территории, которую занимала южная часть уезда: на самой границе уезда — 90,25 метра (42,3 сажени), у Киева — 91,75 метра (43 сажени), у Вышгорода — 93,8 метра (44 сажени), а на территории, на которой располагалась северная часть уезда, уровень составлял 103,5 метра (48,5 сажень). Уровень Десны у Остра составлял 96 метров (45 саженей).
Почти вся территория уезда временами затоплялась водой и тем самым, происходило подновление стариц и промывание болот, из которых в конце XIX века выделялись Трубайло (на восточной границе уезда), Большое Вершино, болота у Леток длиной 25 километров (вёрст), у Позняков и Осокорков (под Киевом), озеро-болота Бестравное, Рыбное, Окучиново, Валово, Святое. Кроме Днепра и Десны по территории, которую занимал уезд, протекает также река Остёр, впадающая в Десну около города Остра. Разливы Десны затопляли берега на протяжении до 10 километров (верст), причём подъём воды достигал 6,5—10,5 метров (3—5 саженей). Жители были вынуждены заблаговременно недели на три угонять свой скот в холмистую часть уезда.
Кроме новейших аллювиальных образований, занимающих значительное пространство в тальвеге рек Десна и Днепр, бо́льшая часть территории бывшего Остёрского уезда занята напластованиями третичной системы: здесь выступают наиболее глубокие (древние) её пласты полтавского яруса (олигоцен). Это белые чистокварцевые пески большой мощности (до 30 метров). В них залегают иногда песчаники и подчинённые пестрые глины. Буровая скважина, расположенная в конце XIX века у села Бобровицы соседнего Козелецкого уезда, глубиной 335 метров (1100 футов), находилась от границы Остёрского уезда всего в 20 километрах (вёрстах).

## Административно-территориальное деление
В 1891 году уезд делился на 3 стана и 8 волостей:
| Волость        | Волостной центр | Количество сельских общин |
| -------------- | --------------- | ------------------------- |
| І стан         |                 |                           |
| Моровская      | Моровск         | 27                        |
| Сорокошичская  | Сорокошичи      | 19                        |
| Жукинская      | Жукин           | 16                        |
| ІІ стан        |                 |                           |
| Семиполковская | Семиполки       | 19                        |
| Остёрская      | Остёр           | 74                        |
| Волчковская    | Волчок          | 19                        |
| ІІІ стан       |                 |                           |
| Броварская     | Бровары         | 17                        |
| Гоголевская    | Гоголев         | 12                        |

## Население
К 1 января 1896 года в уезде (без уездного города) проживало 138 210 человек (68 936 мужчин и 69 274 женщины). Из них по конфессиям было: православных — 134 634 человека, старообрядцев — 665 человек, католиков — 129 человек, протестантов — 37 человек, иудеев — 2646 человек и прочих исповеданий — 99 человек.
По сословной принадлежности жители распределялись следующим образом: дворян — 869 человек, духовного звания — 712 человек, почётных граждан и купцов — 1245 человек, мещан — 3468 человек, военного сословия — 481 человек, крестьян — 127 811 человек, прочих сословий — 88 человек.
Согласно переписи населения Российской империи 1897 года в уезде проживало 150 358 человек. Из них 92,54 % — украинцев, 4,2 % — евреев, 2,77 % — русских.
Согласно адрес-календарю Черниговской губернии на 1914 год в уезде проживало 225 405 человек.

## Экономика
По роду владения земли в уезде в конце XIX века распределялись следующим образом: крестьянской надельной 34,9 %, частно-владельческой 22,6 %, казённой земли 40 %, остальной 2,8 %. Средний размер владения в 1887 году: у дворян — 129,5 десятин, у купцов 101,1 десятин, у мещан — 15,9 десятин, у крестьян — 18,1 десятин, у остальных — 30,3 десятин. Из 348 657 десятин в 1887 году считалось пахотной земли 115 127 десятин, сенокоса и лугов — 39 317 десятин, леса — 134 628 десятин, остальной удобной — 19 303 десятины. В аренду сдавались 752 участка, в количестве 21 200 десятин земли. Под посевом озимых хлебов находилось 39 034 десятины, яровых — 38 162 десятины, под паром — 31 890 десятин, под сенокосом — 36 811 десятин.
Средний урожай ржи составлял 738 500 пудов, пшеницы — 8850 пудов, овса — 143 900 пудов, ячменя — 35 500 пудов, гречихи — 253 100 пудов, проса — 15 000 пудов, гороха — 35 200 пудов, картофеля — 118 320 пудов, льняного семени — 30 200 пудов и волокна — 15 142 пуда, конопляного смени — 41 870 пудов и волокна — 38 230 пудов.
В уезде было 189 сельских обществ, 192 селения. Крестьянских дворов было 21 684, некрестьянских — 974. Крестьянские наделы варьировались от 1,5 до 4,5 десятин на человека.
В 1895 году в уезде числилось 18 478 лошадей, 48 230 голов рогатого скота, 52 450 овец, 1580 коз, 30 130 свиней. Заводов было 10: четыре кирпичных (с объёмом производства на 7470 рублей), 1 мыловаренный (на 6100 рублей), два лесопильных (на 51 500 рублей), три винокуренных (на 235 670 рублей).
Мирские расходы в 1891 году составили 41 056 рублей. Земские расходы составляли 85 480 pублей, в том числе на земское управление 8935 рублей, на народное образование — 15 211 рублей, на врачебную часть — 20 850 рублей.

## Инфраструктура
В уезде имелось 68 православных церквей, 66 школ, 2 больницы на 17 кроватей, 4 врача, 11 фельдшеров, 1 акушерка.